# Zone humide d'Aammiq

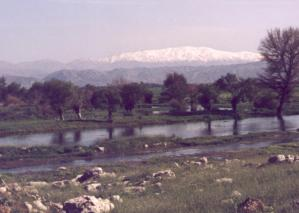
Vue sur la zone humide avec en arrière plan le Mont Liban enneigé.

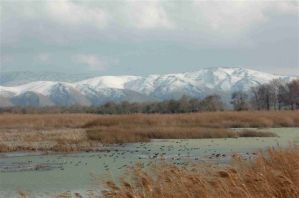
La zone humide en hiver.

La zone humide d'Aammiq (le nom est parfois translittéré en Ammiq ou Aamiq) est la plus grande zone humide d'eau douce restante au Liban, vestige de marais et lacs beaucoup plus étendus qui existaient autrefois dans la plaine de la Bekaa. Elle a été désignée zone importante pour la conservation des oiseaux au Moyen-Orient (Birdlife International, 1994), est incluse dans le répertoire des zones humides du Moyen-Orient (Union internationale pour la conservation de la nature, 1995), a été déclarée site numéro 978 de la convention de Ramsar en 1999, et plus récemment (2005) a été désignée, avec la réserve naturelle du Chouf, comme « réserve de biosphère » par l'UNESCO .

## Description
Le marais se trouve sur l'une des routes de migration d'oiseaux les plus importantes au monde, plus de 250 espèces d'oiseaux ayant été recensées dans la région , tels que l'Aigle criard (Aquila clanga), l'Aigle impérial (Aquila heliaca) et le Faucon crécerellette (Falco naumanni). Les observations d'espèces d'oiseaux globalement quasi menacées dans la zone humide comprennent la Bécassine double (Gallinago media), le Fuligule nyroca (Aythya nyroca) et le busard pâle (Circus macrourus). En plus de la grande diversité d'oiseaux de la région, il y a une grande variété d'animaux vivant dans et autour du marais. Vingt-trois espèces de mammifères ont été recensées, dont le Chaus (Felis chaus) et la Loutre d'Europe (Lutra lutra). Cinq espèces d'amphibiens et douze espèces de reptiles ont été enregistrées, et une enquête hebdomadaire sur deux ans a recensé cinquante-trois espèces de papillons dans la région. La zone humide se trouve 7 km au sud-ouest de la ville de Qab Elias sur le bord oriental du mont Liban. La zone principale de roselières et de bassins ouverts couvre 253 ha, s'étendant à l'est du pied des montagnes à la rivière Litani sur une longue bande. La pluie et la neige tombant sur la haute crête du Mont Barouk à l'ouest fournissent de l'eau pour la zone humide. La plupart des pluies tombent entre décembre et mars, pénétrant rapidement à travers les couches de calcaire dans les montagnes et émergeant sous forme de sources dans le fond de la vallée. L'eau est particulièrement pure, car elle n'a pas été polluée par les engrais, les pesticides, etc. Ces dernières années, le marais s'est asséché à la mi-juillet (à l'exception de quelques mares profondes et de fossés) et ne s'est rempli à nouveau qu'en janvier ou février. Cependant, l'introduction par l'implication d'A Rocha de techniques de gestion améliorées, telles que le pompage réduit de l'eau pour l'irrigation des terres agricoles voisines, et le passage à des cultures moins consommatrices d'eau, a aidé le marais à rester inondé toute l'année. Cela a entraîné une augmentation significative des oiseaux aquatiques hivernants et nicheurs depuis 2002. Autour de l'eau libre et de la roselière se trouvent des zones de pâturage accidenté, des terres cultivées, des fossés de drainage et une allée d'arbres, qui augmentent la diversité des habitats dans la région. Sur les pentes des montagnes voisines, de petites zones boisées et des fourrés secs offrent une plus grande variété d'habitats et d'espèces. Derrière le village voisin d'Aammiq se trouvent des bois où vivent le Pic syriaque (Dendrocopus syriacus) et le Serin syriaque (Serinus syriacus). Au printemps et en été, les flancs de collines arbustives abritent un assortiment de bruants, de trappes, de fauvettes et de pies-grièches, et les gorges rocheuses abritent la Sittelle de Neumayer (Sitta neumayer) et le Hibou grand-duc (Bubo bubo). Les mammifères présents comprennent l'écureuil du Caucase, le chat sauvage, le sanglier et l'insaisissable porc-épic indien .

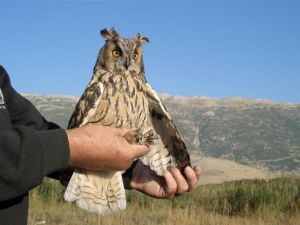
Hibou des marais capturé lors d'une activité de sonnerie.

La zone humide d'Aammiq et une partie de la zone environnante sont en voie d'être déclarées réserve nationale. La principale famille de propriétaires fonciers est pleinement engagée dans la préservation de cet écosystème très important et des plans initiaux de développement de la zone pour l'écotourisme sont en cours.

## Études scientifiques
Depuis la fondation d'A Rocha Liban en 1996, de nombreuses études scientifiques ont été menées et beaucoup ont apporté des connaissances sur la flore et la faune du Liban, en particulier de la Bekaa occidentale. Des recherches ont été menées sous forme d'études préliminaires, de projets à court et à long terme et d'un programme de surveillance continue. Un certain nombre de projets de recherche à court terme ont été réalisés, et ont considérablement amélioré les connaissances sur l'avifaune au Liban, par exemple une enquête sur les oiseaux migrateurs d'automne (1998), une enquête sur les oiseaux sur les pentes des montagnes au-dessus d'Aammiq (1999/2000), et une étude des routes d'automne des rapaces migrateurs et autres oiseaux planeurs au Liban (2000). Diverses études archéologiques ont été menées sur le site d' Aammiq, y compris l'analyse des carottes de pollen.

## Faune

### Mammifères
Les descriptions suivantes de mammifères de la zone humide d'Ammiq ont toutes été enregistrées par le personnel d'A Rocha dans la région d'Aammiq à partir de 1997. La région couverte comprend non seulement les zones humides du fond de la vallée, mais aussi les terres agricoles adjacentes et les pentes du mont Barouk. En plus de ceux-ci, d'autres espèces de mammifères sont probablement présentes mais n'ont pas encore été identifiées positivement. Un mammifère d'intérêt est la Loutre d'Europe (Lutra lutra) qui a été signalée dans les zones humides d'Aammiq avant 1975 ; sa réapparition a été confirmée en juin 2003. Des buffles d'eau ont été introduits dans le marais afin de maintenir la santé de la couverture végétale et du marais lui-même, les buffles paissant les zones humides d'une manière plus efficace que d'autres herbivores. Les mammifères enregistrés dans la région incluent le hérisson à poitrine blanche du sud (Erinaceus concolor), le Lièvre du Cap (Lepus capensis), l'écureuil du Caucase (Sciurus anomalus), porc-épic indien (Hystrix indica), le loup gris (Canis lupus), le Renard roux (Vulpes vulpes), la loutre européenne (Lutra lutra), le Blaireau européen (Meles meles), l'hyène rayée (Hyaena hyaena), la gazelle des montagnes (Gazella gazella), le sanglier (Sus scrofa).

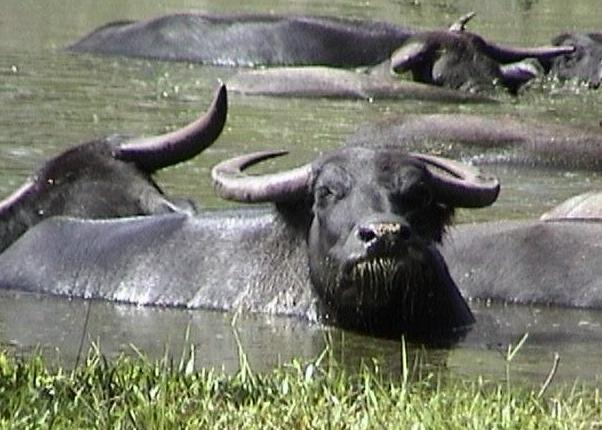
Buffles d'eau.
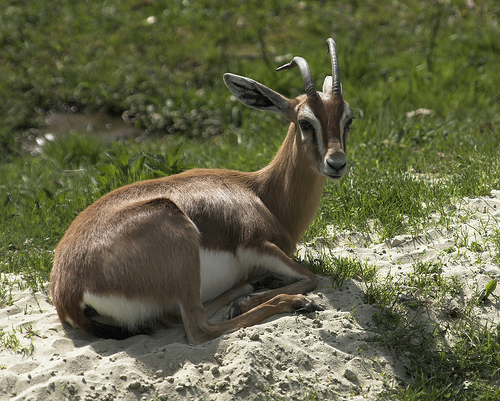
Gazelle des montagnes.
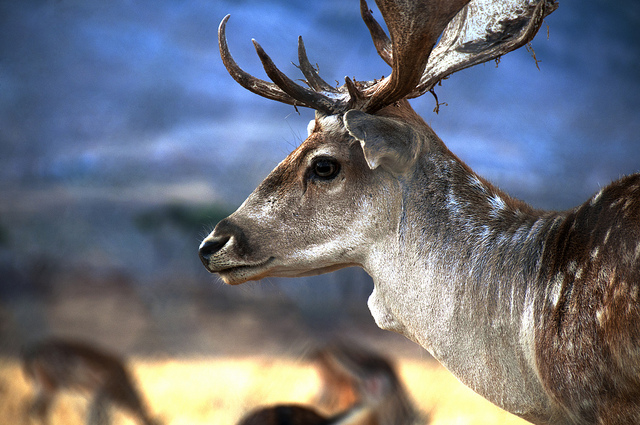
Daim européen.

### Oiseaux
Près de 260 espèces d'oiseaux ont été recensées dans la région d'Aammiq, soit par le personnel d'A Rocha, soit par des personnes travaillant avec A Rocha à partir de 1996. La région d'Aammiq comprend non seulement les zones humides du fond de la vallée, mais aussi les terres agricoles adjacentes et les pentes rocheuses parfois boisées du mont Barouk. La liste de ces oiseaux ne donne aucune idée de leur abondance ou de leur statut. Si certains des oiseaux enregistrés ci-dessous sont des résidents, d'autres sont des migrateurs de passage. Certains d'entre eux, comme la cigogne blanche et le l'Aigle pomarin, peuvent passer au-dessus d'Aammiq par centaines à la fois. D'autres migrateurs survolent en nombre beaucoup plus petit. Ont été recensés : le Cormoran pygmée (Phalacrocorax pygmeus), le Pélican blanc (Pelecanus onocrotalus), le flamant rose (Phoenicopterus rubber), le Fuligule nyroca (Aythya nyroca), le balbuzard pêcheur (Pandion haliaetus), l'Aigle de Verreaux (Aquila verreauxii), le faucon pèlerin (Falco peregrinus), la grue cendrée (Grus grus), le Pigeon biset (Columba livia).

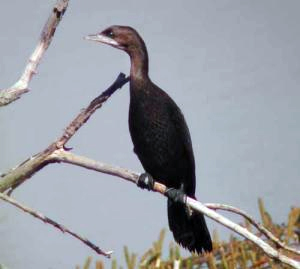
Cormoran pygmée.
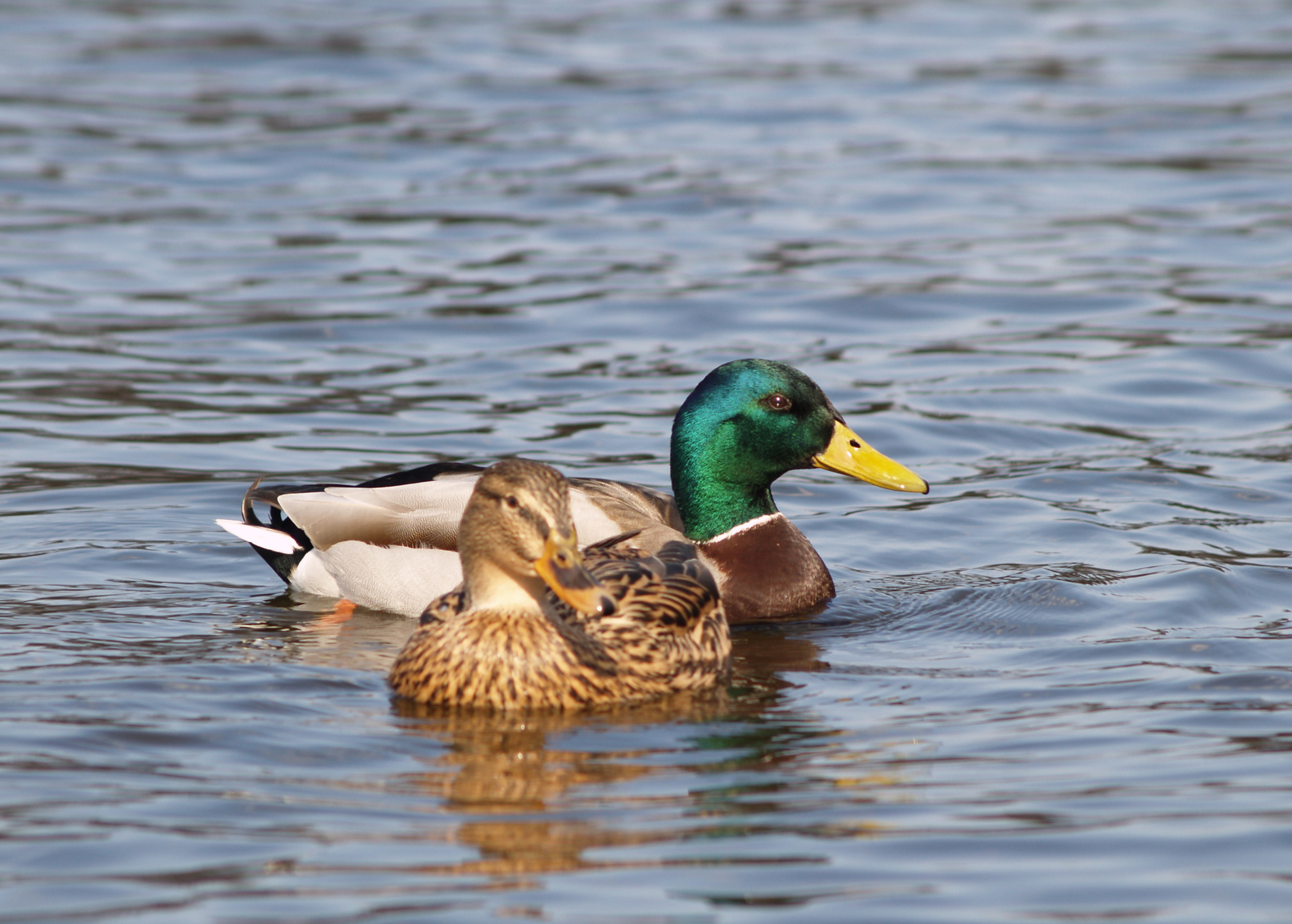
Mallard (mâle et femelle).
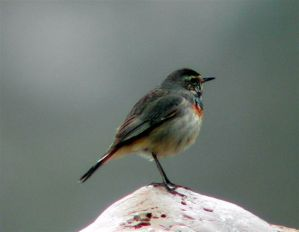
Bluethroat.
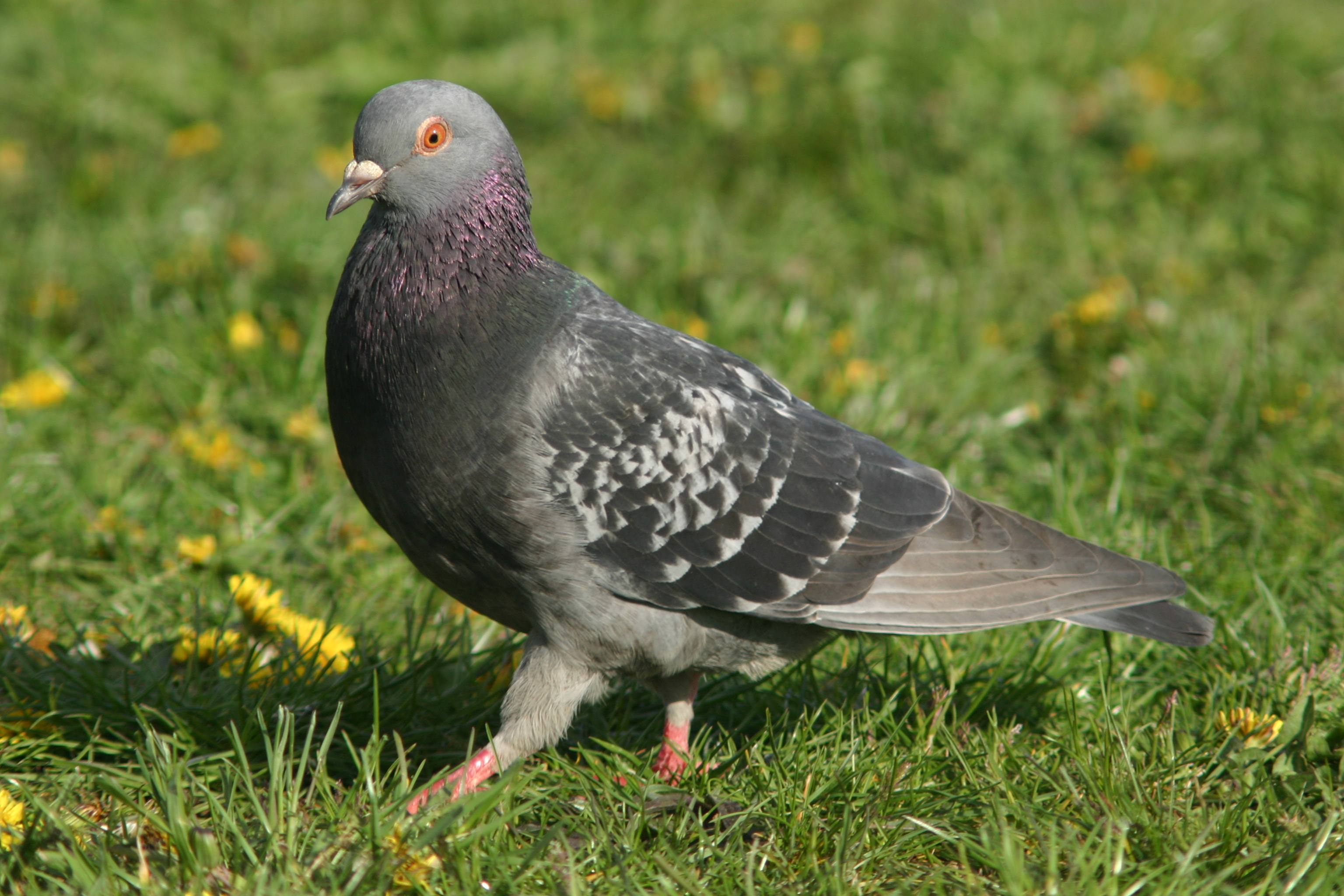
Pigeon.

### Amphibiens et reptiles
Les amphibiens et reptiles énumérés ci-dessous ont été enregistrés dans la région d'Aammiq soit par le personnel d'A Rocha, soit par des personnes travaillant avec A Rocha à partir de 1996. Comme pour les autres listes d'espèces, la région d'Aammiq est ici considérée comme comprenant non seulement les zones humides du fond de la vallée, qui sont très riches en reptiles, mais aussi les terres agricoles adjacentes et les pentes rocheuses du mont Barouk. L'herpétologie, étude des reptiles et des amphibiens, est un domaine spécialisé, et il n'y a pas encore eu d'enquête herpétologique systématique dans cette zone. On sait que le nombre d'espèces présentes est sous-estimé. Ont été rencensés : le Crapaud vert (Bufo viridis), la grenouille levantine (Pelophylax bedriagae), le lézard vert du Levant (Lacerta media), le serpent ver européen (Typhlops vermicularis), la vipère du Levant (Macrovipera lebetina).

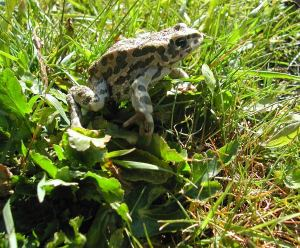
Crapaud vert européen.
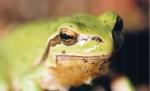
Rainette méditerranéenne.

### Papillons de nuit et de jour et libellules
Comme de nombreux autres groupes, les papillons de nuit de la région d'Aammiq sont mal connus. La liste ci-dessous est incomplète et provisoire sur les espèces enregistrées jusqu'à présent, bien que la région d'Aammiq soit riche en papillons. Le personnel de A Rocha a enregistré plusieurs nouvelles mentions d'espèces depuis 1998 telles que : l'Hespérie marbrée orientale (Carcharodus boeticus), le machaon (Papilio machaon), le Flambé (Iphiclides podalirius), le faux Apollon (Archon apollinus), la Piéride du chou (Pieris brassicae), le Petit monarque (Danaus chrysippus), l'Azuré porte-queue (Lampides boeticus).

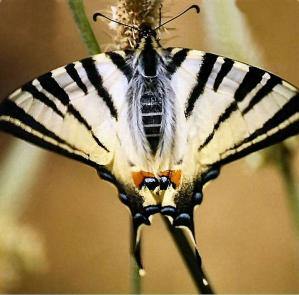
Flambé.

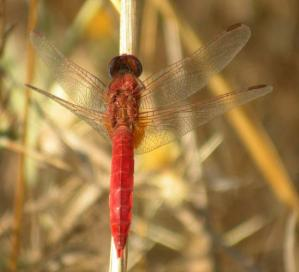
Libellule écarlate.

La région d'Aammiq possède également une diversité surprenante de libellules qui peuvent être divisées en deux groupes, les zygoptères (demoiselles) et les anisoptères (insectes communément appelés libellules) : l'Agrion jouvencelle (Coenagrion puella), l'Agrion élégant (Ischnura elegans), l'Anax empereur (Anax imperator), le dard méridional (Sympetrum meridionale), la libellule écarlate (Crocothemis erythraea).

## Sensibilisation environnementale
A Rocha Liban dirige le programme d'éducation environnementale dans la zone humide d'Aammiq depuis 1998. Destiné aux étudiants des écoles et des universités, il a vu près de 6 000 jeunes suivre le programme à ce jour. Le programme est lié au programme national des écoles libanaises et offre aux élèves l'occasion de se familiariser directement avec les écosystèmes des zones humides. Il est important de soutenir l'apprentissage en classe, mais une visite éducative dans le marais vise à offrir aux élèves des expériences pratiques leur permettant d'apprécier physiquement la beauté et la complexité de cet environnement unique.